# منتخب اليابان لكرة الصالات
منتخب اليابان الوطني لكرة قدم الصالات (باليابانية: フットサル日本代表) هو ممثل اليابان الرسمي في المنافسات الدولية في كرة الصالات .